# Дегільовка
Дегільо́вка (рос. Дагилёвка, ерз. Дягилевка веле) — присілок у складі Беликоберезниківського району Мордовії, Росія. Входить до складу Гузинського сільського поселення.

## Населення
Населення — 230 осіб (2010; 304 у 2002).
Національний склад (станом на 2002 рік):
- ерзяни — 91 %